# UGC 3521
UGC 3521 è una galassia a spirale visibile nella costellazione della Giraffa.
Il nucleo si presenta di forma ovale, allungato in direzione est-ovest; la forma a spirale si intuisce soltanto; non è chiaro se possieda barre.
A 2',7 in direzione nordnordest vi è la galassia UGC 3528 di magn. 13,5.